# فيليكس ويبر
فيليكس ويبر (بالألمانية: Felix Weber)‏ هو كاتب أغاني ألماني، ولد في 1 ديسمبر 1960 في هاسفورت في ألمانيا.

## وصلات خارجية
- الموقع الرسمي
- فيليكس ويبر على موقع IMDb (الإنجليزية)
- فيليكس ويبر على موقع ميوزك برينز (الإنجليزية)
- فيليكس ويبر على موقع ديسكوغز (الإنجليزية)